# Nefrídeo
Os nefrídios são os "rins" dos invertebrados. São basicamente estruturas tubulares que comunicam com o exterior por meio de uma abertura (poro), o nefridióporo. A extremidade interna do túbulo pode ser fechada entroncando em células terminais (solenócitos, células-chama) e denomina-se protonefrídio ou aberta no celoma através de uma espécie de funil ciliado (o nefróstoma) e denomina-se metanefrídio.
Os nefrídios têm como função transferir para o exterior substâncias nocivas ao organismo e manter o ambiente interno estável; funcionam na excreção e osmorregulação.
Nefrídeo ou celomadutos (nomenclatura mais atual) é um órgão encontrado em animais do filo Annelida e Molluscus. É uma espécie de bomba adaptada a retirar produtos de excreção do celoma e dos vasos sanguíneos que o cercam, e eliminá-los para fora do corpo pelos poros excretores ventrais, na forma de uma espécie de urina, rica em amônia e ureia, mantendo a estabilidade química do organismo.
Os animais que compõe o filo Annelida apresentam, por característica do filo, o corpo segmentado em anéis. Cada um desses anéis é composto normalmente por dois nefrídeos, que tem seu inicio em um segmento anterior e sua parte final em um segmento posterior.
Já os nefrídeos nos animais que compõe o filo Molluscus, as excretas são retiradas por um rim formado por tubos, algumas vezes ciliados.
Cada nefrídeo é formado por 3 partes: nefróstoma, um funil ciliado que recolhe os catabólitos na cavidade celomática; nefroduto, um canal sinuoso, internamente ciliado, que atravessa o anel e desemboca no nefridióporo, um poro excretor situado no anel seguinte.